# 4:0 в пользу Танечки
«4:0 в пользу Танечки» — советский детский комедийный фильм, снятый в 1982 году на Одесской киностудии.

## Сюжет
В обычной средней школе пятый класс «Б» («пятый буйный», как его называют учителя) берёт шефство над своей новой классной руководительницей — Татьяной Ивановной, за глаза называемой «Танечкой», главный принцип работы которой: «от ласки и доброты, как от солнца, всё расцветает», желая таким образом проверить её личные и педагогические качества. Догадавшись, что ребята решили её испытать, Танечка включилась в предложенную игру и выиграла её со счётом 4:0.

## В ролях
- Наталия Флоренская — Татьяна Ивановна Колосова, учитель русского языка и литературы (озвучивала Наталья Рычагова)
- Андрей Мягков — Пётр Семёнович, директор школы
- Светлана Немоляева — Изольда Васильевна, учитель пения
- Евгения Ханаева — Зоя Александровна, учитель математики
- Юрий Васильев — Юрий Максимович, школьный врач
- Елена Санько — Варвара Дмитриевна, бабушка Танечки
- Вацлав Дворжецкий — Иван Михайлович, дедушка Танечки
- Анатолий Обухов — человек с собачкой
- Никита Мейтин — Сережа Тихомиров
- Дарья Жаворонкова — Лена Разноцветова
- Евгений Лившиц — Виталик Рыбаков
- Наталья Лисовицкая — Света Смехнова
- Александр Варакин — Витя Лягушкин
- Мария Корноухова — Зоя Булкина
- Дмитрий Волков — Федя
- Павел Степанов — старшеклассник

## Съёмочная группа
- Автор сценария: Михаил Дымов
- Режиссёр: Василевский, Радомир Борисович
- Оператор: Виктор Березовский
- Художник: Владимир Ефимов
- Композитор: Владимир Шаинский
- Текст песен: Наталья Просторова, Михаил Танич
- Монтажёры: Ирина Блогерман, Виктория Монятовская